# Ulica Kubusia Puchatka
Die Ulica Kubusia Puchatka (deutsch Pu-der-Bär-Straße) befindet sich im Zentrum der polnischen Hauptstadt Warschau und verläuft parallel zum Warschauer Königsweg.
Die nur 149 m lange und 23 m breite Straße entstand in der ersten Hälfte der 1950er Jahre und wurde vom Architekten Zygmunt Stępiński und seinen Studenten entworfen. An ihrer Stelle befanden sich zuvor Ruinen von Hinterhöfen der Westseite der Ulica Nowy Świat (Neue-Welt-Straße), die während des Zweiten Weltkrieges zerstört wurden. Die entlang der Straße gebauten, viergeschossigen und teilweise mit Lokalen versehenen Gebäude wurden in Segmente mit dazwischenliegenden Arkadenbauten aufgeteilt. 1954 wurden zwei Reihen von Lindenbäumen gepflanzt.
Der Straßenname wurde 1954 im Wettbewerb von den Lesern der Tageszeitung Express Wieczorny gewählt. Die Wahl war dank der politischen Tauwetter-Periode möglich – bis dahin wurden neue Straßen vornehmlich nach sozialistischen Persönlichkeiten benannt.
Das Türmchen am südlichen Straßenende krönt das Wohngebäude mit einer Kinderkrippe im Erdgeschoss. Am nördlichen Ende wurde 2011 eine Metrostation errichtet, an der die Linie 2 der Metro Warschau verläuft. 

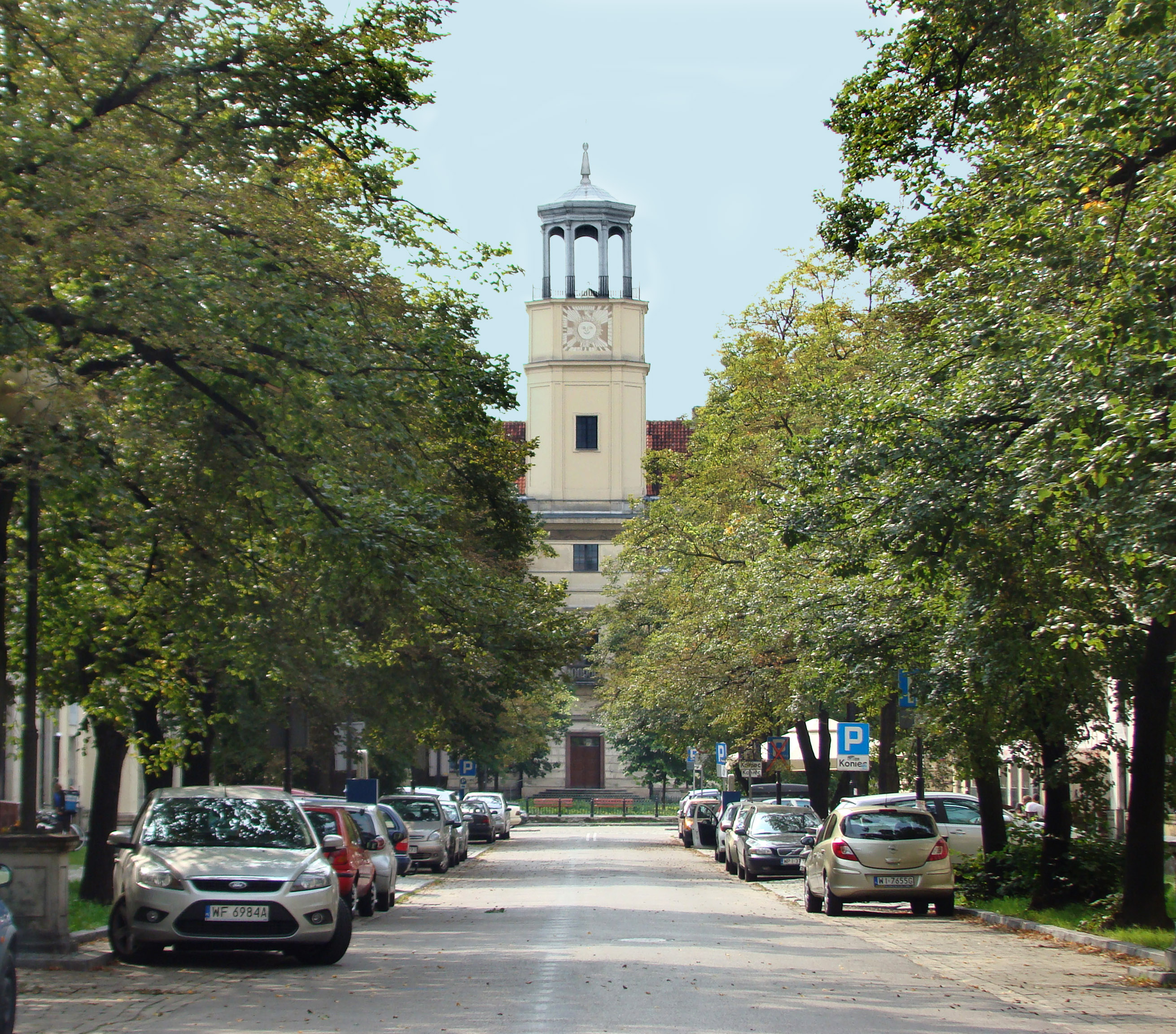
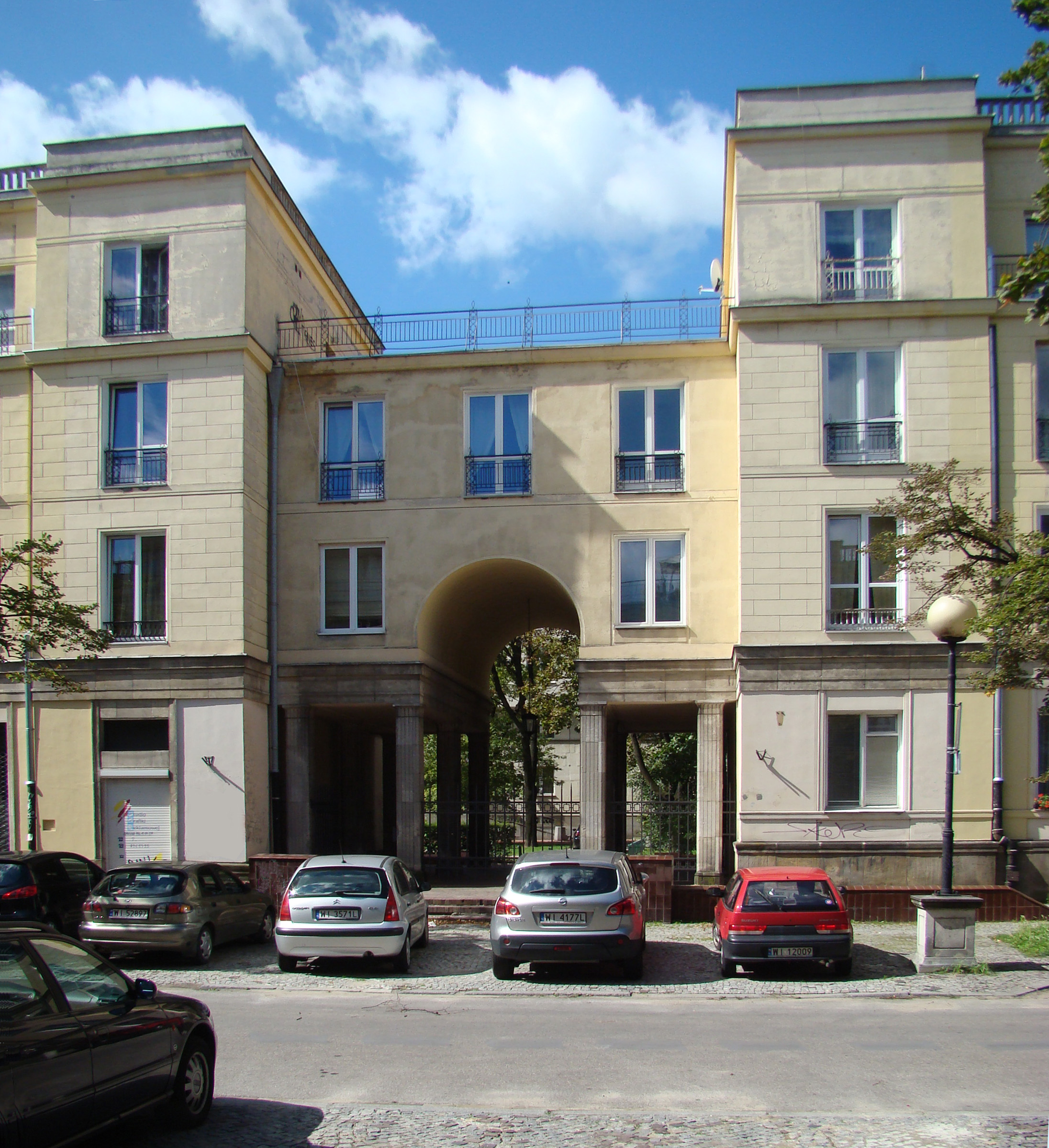
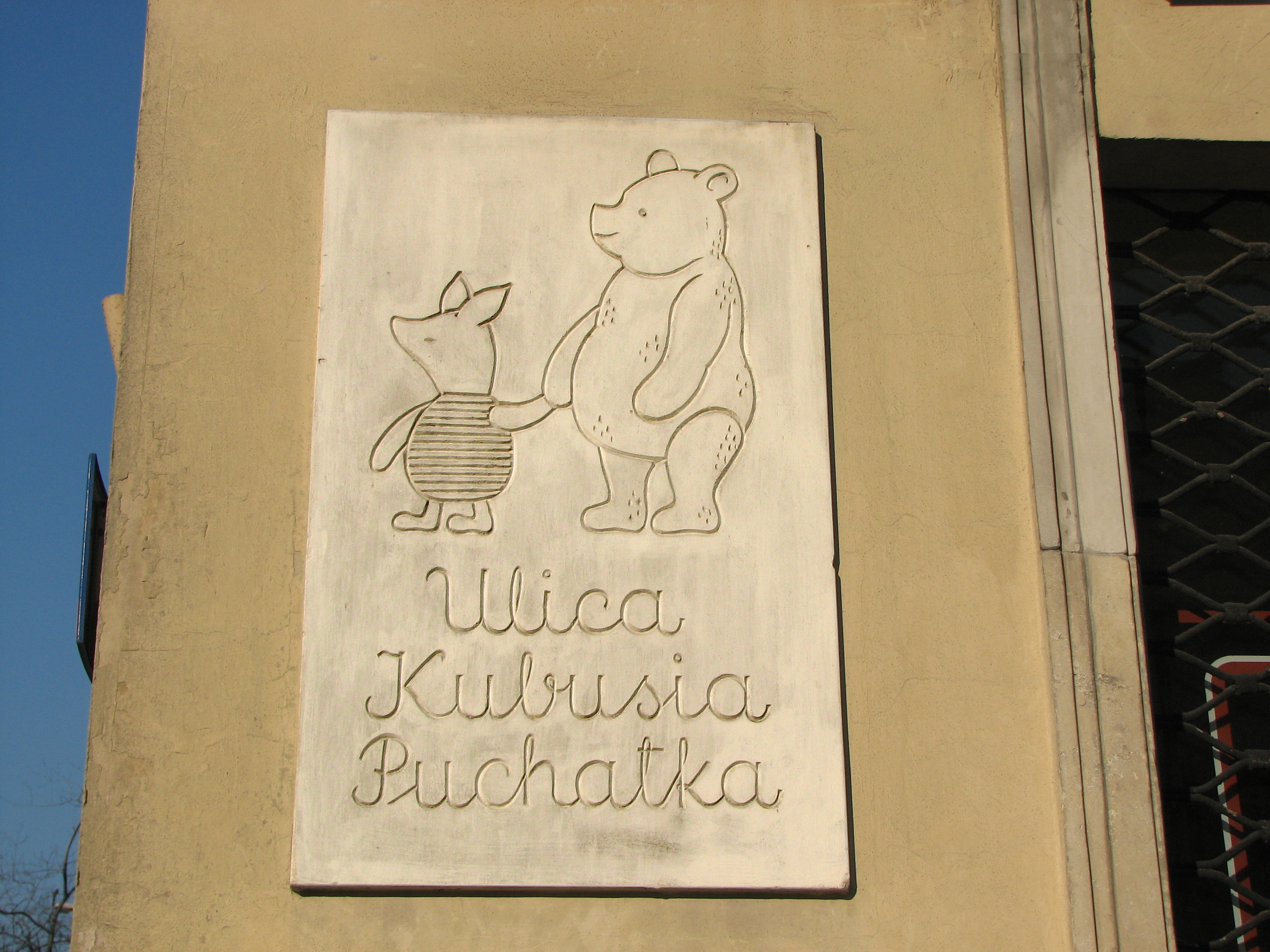
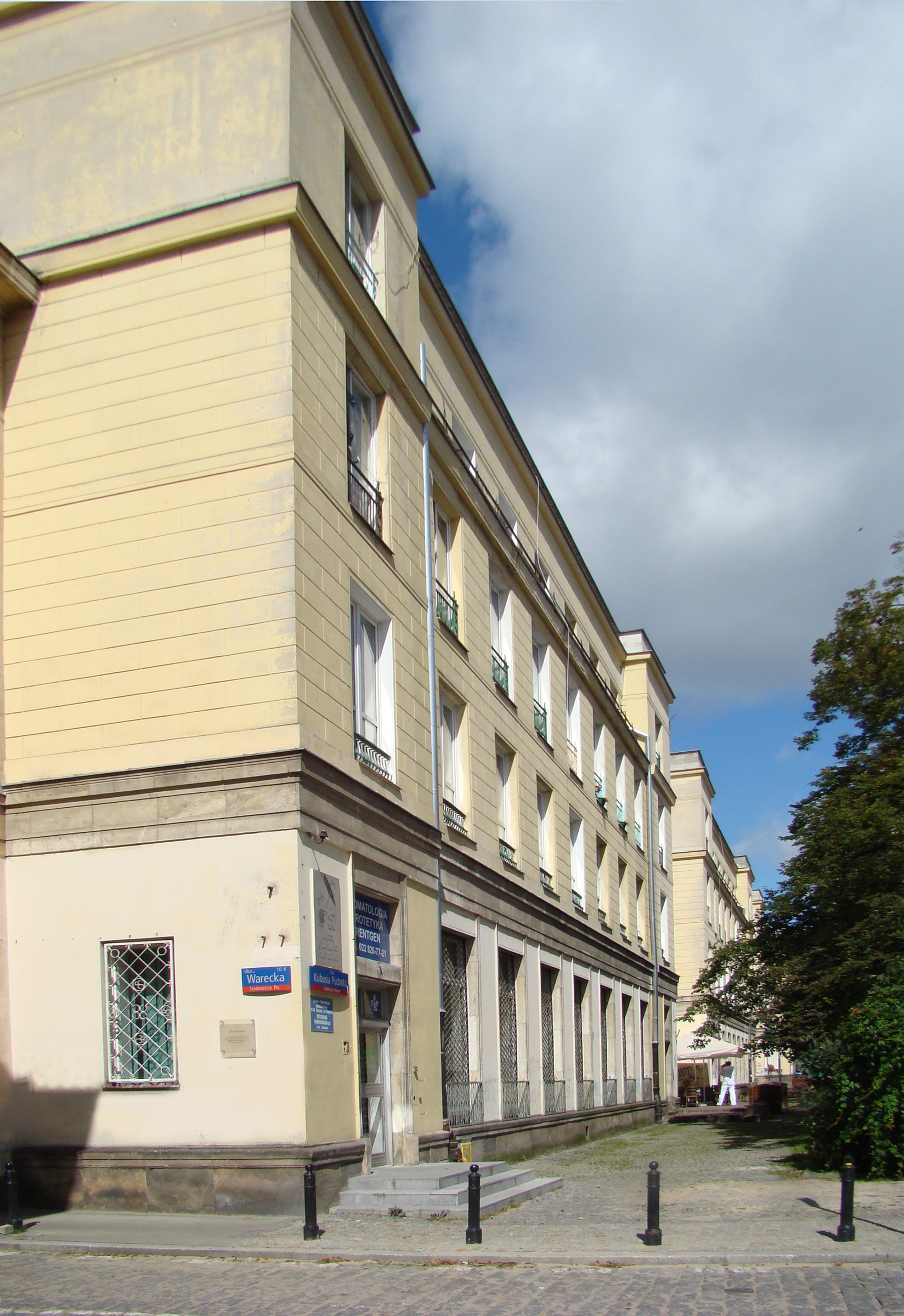